# Велимир Зајец
Велимир Зајец (Загреб, 12. фебруар 1956) је бивши југословенски и хрватски фудбалер, а тренутно фудбалски тренер.

## Каријера
Поникао је у омладинским селекцијама загребачког Динама, а од 1974. је првотимац и годинама најбољи играч овог клуба. За „плаве“ је одиграо укупно 485 утакмица и постигао 41 гол, а са њим је освојио два Купа Југославије (1980. и 1983) и титулу првака 1982.
Кад је навршио 28 година, по тадашњим правилима за спортисте у Југославији, стекао је право играња за стране клубове. Тако да је 1984. прешао у грчки Панатинаикос, где је 1988. и завршио играчку каријеру.
Након престанка активног играња, две године је провео као директор у загребачком Динаму (1989—1991), након чега се враћа у грчки Панатинаикос и преузима њихову играчку академију, а једно време је био и први тренер. Након неког времена, 1998. вратио се у Динамо, овај пут као шеф стручног штаба, након чега се опет враћа у Панатинаикос 2002. године, на место спортског директора.
Године 1998, водио је Динамо у три сусрета Лиге шампиона, оставши непоражен, изборивши са клубом две победе и један нерешен резултат. Упркос томе, Динамо није прошао у четвртфинале, јер су завршили на другом месту у групи (само је првопласирана екипа настављала такмичење).
Године 2004, отишао је у Енглеску, у Портсмут, преузевши место извршног директора. Пошто је менаџер Хари Реднап дао оставку, привремено је преузео менаџерско место у новембру 2004. године. Пет месеци касније, враћа се на место директора, када је у клуб као менаџер дошао Алан Перен. Оставку на место директора дао је 10. октобра 2005, због здравствених проблема.
Дана 25. маја 2010, након више од десет година, поново је постао тренер Динама. 9. августа 2010. је смењен са тренерске позиције, пошто је водио Динамо у само 8 такмичарских мечева, освојио Суперкуп 2010, испао у 2. колу квалификација за Лигу шампиона и освојио само четири бода у прве три утакмице сезоне 2010/11.

## Репрезентација
За сениорску репрезентацију Југославије је дебитовао 23. марта 1977. у пријатељској утакмици са Совјетским Савезом у Београду.
Са репрезентацијом је учествовао на Светском првенству 1982. у Шпанији и Европском првенству 1984. у Француској.
Последњи меч у националном дресу је одиграо 16. октобра 1985. у пријатељској утакмици са репрезентацијом Аустрије у Линцу. За репрезентацију Југославије је укупно одиграо 36 утакмице и постигао 1 гол.
За омладинску репрезентацију Југославије је одиграо једну утакмицу и постигао два гола (1973), а за младу репрезентацију 12 утакмица (1975—1978).